# Kaplica Rosslyn
Kaplica Rosslyn – XV-wieczna kaplica wzniesiona w szkockiej wsi Roslin. Początkowo miała to być kolegiata pod wezwaniem św. Mateusza. Z uwagi na zdobienia określana jest mianem Biblii wykutej w kamieniu.
Wiązanych z nią jest wiele legend. Skarby swoje mieli tam przechowywać między innymi templariusze, a zdobienia miałyby przekazywać tradycje masońskie. Stała się popularna dzięki Kodowi Leonarda da Vinci Dana Browna. Obecnie jest to kościół protestancki.